# 穆铁柱
穆铁柱（1949年6月1日—2008年9月14日），山东菏泽市东明县人，中国篮球运动员，原中国国家男子篮球队中锋，身高2米28，体重160公斤。

## 生平
穆于1972年加入济南军区篮球队，后被选入八一体工大队篮球队，并多次代表中国国家队参加国际比赛，号称“亚洲第一中锋”。1988年退役，2000年5月从八一体工大队正式退休，后在北京市养病，享受副师级待遇。2008年因心脏病逝世于北京。

## 所获荣誉
- 亚锦赛冠军：1979年、1979年、1981年、1983年
- 亚运会冠军：1978年
- 亚洲俱乐部锦标赛冠军：1981年、1984年